# 膝折町
膝折町（ひざおりちょう）は、埼玉県朝霞市の町名。現行行政地名は膝折町一丁目から膝折町五丁目。郵便番号は膝折町が351-0014、大字膝折は351-0013。

## 地理
埼玉県朝霞市西部に位置し、新座市と接する。住居表示未実施の大字膝折も一部残っている。かつての膝折宿周辺であり、朝霞駅からも近いため宅地化が進んでいる。

### 地価
住宅地の地価は2017年（平成29年）1月1日の公示地価によれば膝折町1-4-25の地点で17万円/m2となっている。

## 歴史
もとは江戸期より存在した新座郡野方領に属する膝折村、古くは戦国期より見出せる新座郡のうちの膝折の里であった。
- はじめは一部が幕府領で、殆どが旗本佐野氏の知行地であったが、その後は全域が幕府領となる[5]。
- 1869年（明治2年）1月13日　武蔵知県事・古賀定雄の管轄区域に品川県を設置。品川県の管轄となる。
- 1871年（明治4年）11月14日 - 第1次府県統合により、品川県が廃止され、入間県の管轄となる。
- 1873年（明治6年）6月15日 - 入間県が群馬県と合併し、熊谷県となる。
- 1875年（明治8年） - 一乗院の境内を仮用して膝折小学校を開校[5]、児童数75人。
- 1876年（明治9年）8月21日 - 第2次府県統合により、埼玉県の管轄となる。
- 1879年（明治12年）3月17日 - 郡区町村編制法により成立した新座郡に属す。
- 1884年（明治17年） - 連合戸長制の実施により、膝折村連合戸長役場を設置する。
- 1889年（明治22年）4月1日 - 町村制の施行により、膝折村・溝沼村・岡村・根岸村と合併し新座郡膝折村が成立、旧膝折村は新座郡膝折村の大字膝折となる。
- 1896年（明治29年）3月29日 - 郡制が施行され、翌月1日に新座郡が北足立郡に編入され、北足立郡膝折村となる。
- 1914年（大正3年）5月1日 - 地内に東上鉄道膝折駅（現東武東上本線朝霞駅）が開業する。
- 1932年（昭和7年）5月1日 - 町制施行及び改称により、朝霞町の大字となる。また、東京都駒沢町の東京ゴルフ倶楽部が地内に移転する（キャンプ・ドレイク#キャンプ・サウスを参照）。当時の名誉会長朝香宮鳩彦王の名前が「朝霞」の名前の由来となる[6]。
- 1967年（昭和42年）3月15日 - 市制施行により朝霞市の大字となる。
- 1970年（昭和45年）5月1日 - 第1次住居表示の実施に伴い[7]、大字膝折の大部分から膝折町一丁目〜四丁目が成立 [5]。また、大字膝折の一部が幸町一丁目〜三丁目、本町一丁目〜三丁目の各一部となる[8]。
- 1977年（昭和52年）5月5日 -、大字膝折の一部から膝折町五丁目が成立[5][9]。
- 1981年（昭和56年）8月1日 - 大字膝折の一部が泉水一丁目〜三丁目、三原一丁目〜五丁目の各一部となる[10]。
- 2004年（平成16年）11月7日 - 大字膝折の一部が青葉台一丁目の一部となる[10]。

## 世帯数と人口
2017年（平成29年）10月1日現在の世帯数と人口は以下の通りである。
| 丁目・大字   | 世帯数    | 人口     |
| ------------ | --------- | -------- |
| 膝折町一丁目 | 1,270世帯 | 2,929人  |
| 膝折町二丁目 | 1,332世帯 | 2,668人  |
| 膝折町三丁目 | 222世帯   | 547人    |
| 膝折町四丁目 | 1,815世帯 | 4,603人  |
| 膝折町五丁目 | 393世帯   | 977人    |
| 大字膝折     | 0世帯     | 0人      |
| 計           | 5,032世帯 | 11,724人 |

## 小・中学校の学区
市立小・中学校に通う場合、学区は以下の通りとなる。
| 丁目・大字   | 番地     | 小学校                 | 中学校                 | 備考                                          |
| ------------ | -------- | ---------------------- | ---------------------- | --------------------------------------------- |
| 膝折町一丁目 | 3番・4番 | 朝霞市立朝霞第一小学校 | 朝霞市立朝霞第一中学校 |                                               |
| 膝折町一丁目 | その他   | 朝霞市立朝霞第四小学校 | 朝霞市立朝霞第一中学校 |                                               |
| 膝折町二丁目 | 全域     | 朝霞市立朝霞第四小学校 | 朝霞市立朝霞第一中学校 |                                               |
| 膝折町三丁目 | 全域     | 朝霞市立朝霞第一小学校 | 朝霞市立朝霞第一中学校 |                                               |
| 膝折町四丁目 | 全域     | 朝霞市立朝霞第一小学校 | 朝霞市立朝霞第一中学校 |                                               |
| 膝折町五丁目 | 9番      | 朝霞市立朝霞第一小学校 | 朝霞市立朝霞第一中学校 |                                               |
| 膝折町五丁目 | その他   | 朝霞市立朝霞第四小学校 | 朝霞市立朝霞第一中学校 | 8番について、小学校は調整区域となっています。 |
| 膝折         | 全域     | 朝霞市立朝霞第四小学校 | 朝霞市立朝霞第一中学校 |                                               |

## 交通
町内を通る鉄道はない。最寄り駅は朝霞駅（東武東上本線）、北朝霞駅（武蔵野線）・朝霞台駅（東武東上本線）、又は新座駅（武蔵野線）である。

### 道路
- 国道254号（川越街道）
- 埼玉県道36号保谷志木線
- 埼玉県道79号朝霞蕨線
- 埼玉県道109号新座和光線（旧川越街道）
- ひざおり通り

## 河川
- 黒目川

## 施設
5丁目には商業施設以外の施設は存在しない。
1丁目
- 膝折市民センター(ひざおり児童館併設)
- ゆりの木保育園
- 菩提樹の森幼稚園
- 真言宗智山派一乗院
- 膝折第三児童遊園地

2丁目
- 膝折郵便局
- 膝折市街地住宅
- 子の神氷川神社

3丁目
- ひざおり水車広場

4丁目
- 朝霞市西朝霞公民館（図書室併設）
- 朝霞市立朝霞第一小学校
- 一乗院閻魔堂（黒目山 閻魔寺）
- 島の上公園
- 北浦公園
- 東京電力パワーグリッド膝折変電所

大字膝折
- 陸上自衛隊 朝霞自動車教習所（一部）
- 埼玉県立朝霞西高等学校
- 朝霞市立朝霞第一中学校
- 青葉台公園